# Zierquitten
Die Zierquitten (Chaenomeles) sind eine Pflanzengattung innerhalb der Familie der Rosengewächse (Rosaceae). Sie stammen aus dem östlichen Asien und ihre Sorten werden als Zierpflanzen und Wildobst in Parks und Gärten verwendet.

## Beschreibung

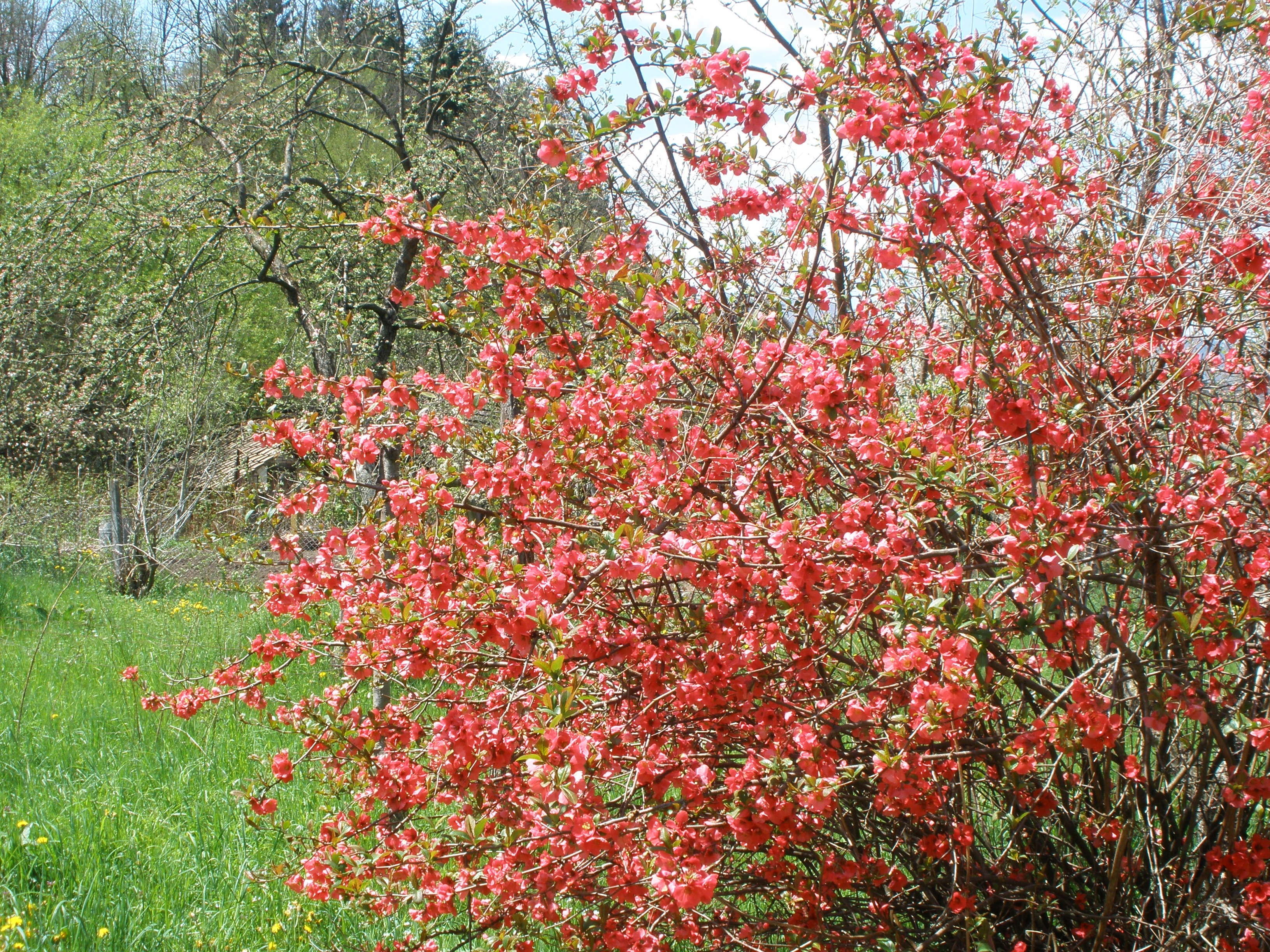
Zierquitte: Blütenpracht im April

Zierquitten-Arten sind Sträucher mit achselbürtigen Stacheln an den langen Trieben. Die Laubblätter haben eingeschnittene Ränder, die Nebenblätter sind an Langtrieben groß, an Kurztrieben bleiben sie sehr klein.
Die Blüten stehen achselbürtig in Büscheln oder als Einzelblüten, sind zwittrig oder staminat. Der Blütenbecher ist glockenförmig, der unverwachsene obere Teil ist mit einer Nektarrinne versehen. Die Kelchblätter sind von ungleicher Form und Größe und liegen in der Jugend leicht dachziegelartig übereinander, gemeinsam mit dem oberen Teil des Blütenbechers fallen sie später ab. Die Kronblätter sind groß, genagelt und von roter Farbe. Die Blüten weisen zwischen 20 und 60 Staubblätter auf. Die fünf Fruchtblätter sind gänzlich verwachsen, am Blütenbecher angewachsen und bilden den unterständigen Fruchtknoten, der fünffächrig ist; je Fach weist er zwanzig Samenanlagen auf. Die Griffeläste sind am Ansatz miteinander verwachsen, die Narben verdickt.
Die Früchte sind Apfelfrüchte und haben ein dickes, hartes Fruchtfleisch, das Endokarp ist dünn, von knochiger Beschaffenheit und bildet einen Kern. Die zahlreichen Samen sind dunkelbraun und besitzen eine harte Außenschale.
Die Chromosomenzahl beträgt 2n = 34.

## Verbreitung
Die Zierquitten-Arten stammen aus Japan, Myanmar und China. Gelegentlich verwildern sie.

## Systematik

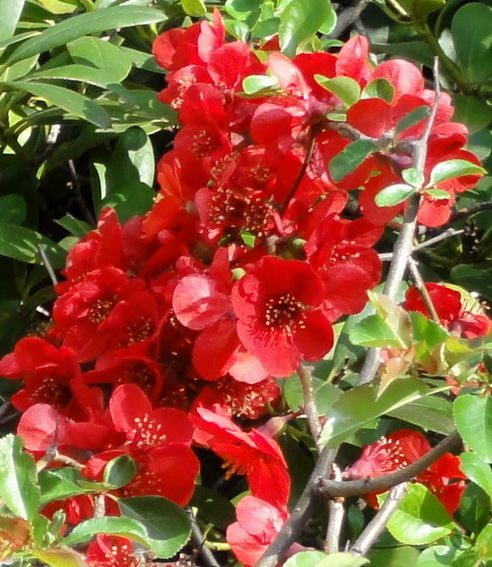
Die Feuerrote Zierquitte – ein Hybride

Die Gattung Chaenomeles gehört zur Subtribus Pyrinae der Tribus Pyreae in der Unterfamilie Spiraeoideae innerhalb der Familie der Rosengewächse.
Die Gattung Chaenomeles enthält fünf Arten:
- Chaenomeles cathayensis (Hemsl.) C.K.Schneider: Die Früchte sind birnenförmig und werden bis zu 15 cm lang. Sie kommt in China, in Myanmar und Bhutan vor.[1]
- Japanische Zierquitte (Chaenomeles japonica (Thunb.) Lindl. ex Spach)
- Chaenomeles sinensis (Thouin) Koehne: Sie kommt in China vor.[1]
- Chinesische Zierquitte (Chaenomeles speciosa (Sweet) Nakai, Syn.: Cydonia japonica var. lagenaria (Loisel.) Makino, Cydonia lagenaria Loisel., Cydonia speciosa Sweet, Chaenomeles lagenaria (Loisel.) Koidzumi): Sie stammt aus Westchina. Wächst stärker und kann als Hecke höher gehalten werden als Chaenomeles japonica.[2]
- Chaenomeles thibetica T.T.Yu: Sie kommt vom östlichen Tibet bis zum westlichen Sichuan vor.[3]

## Nutzung

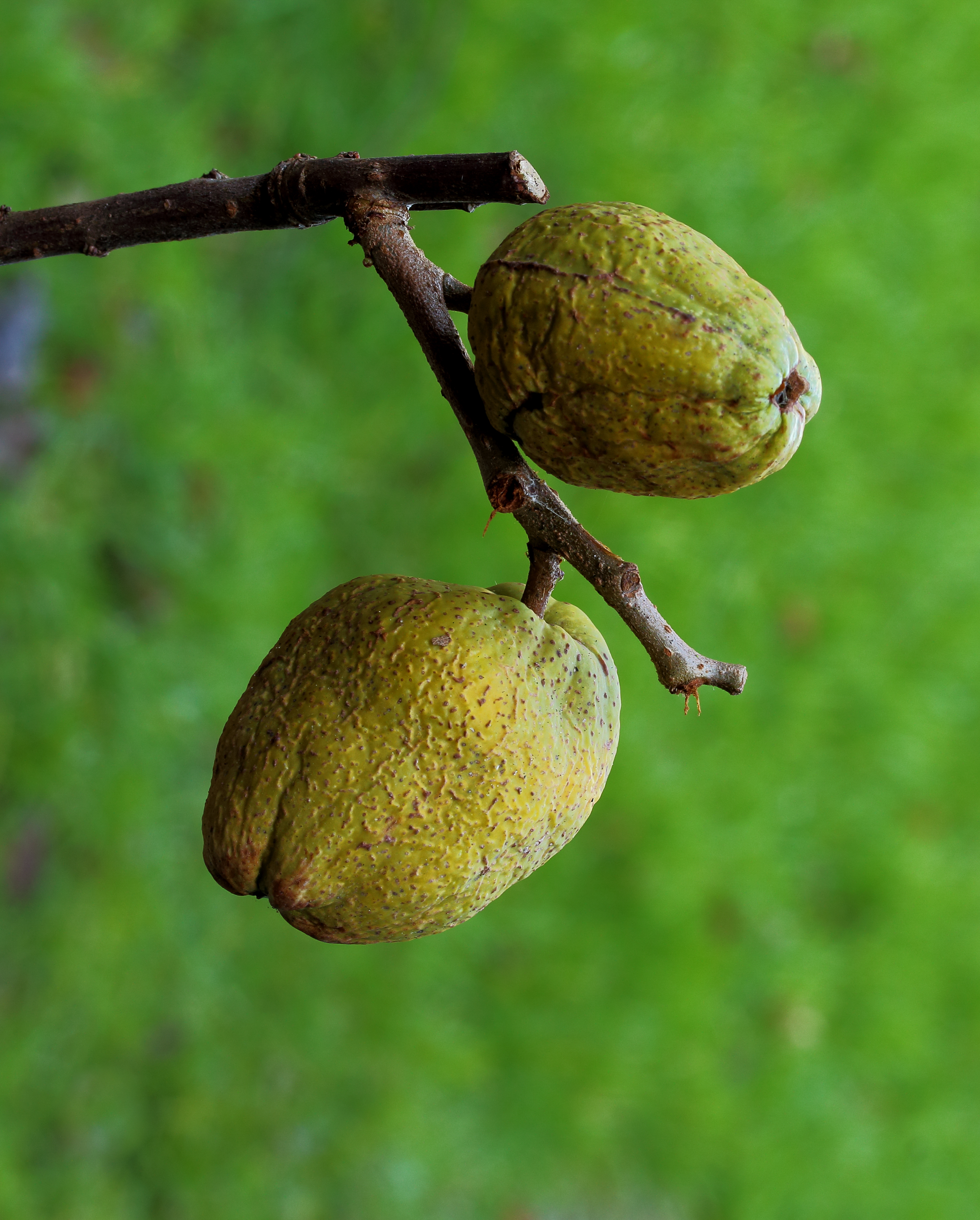
Die Früchte der Zierquitte geben im Herbst ein gut schmeckendes Gelee.

In Europa werden sie bereits seit Ende des 18. Jahrhunderts als Ziersträucher kultiviert. Es existieren verschiedene Hybridensorten, die sich in Blütenfarbe und Wuchs unterscheiden. Der Strauch gilt als industriefest und ist am besten mit einer Höhe von 80 bis 120 cm gut als Heckenpflanze geeignet. Dort verträgt er starken Schnitt, sodass er als Hecke schmal gehalten werden kann, bei gelenktem natürlichem Wuchs blüht er jedoch besser. Die Pflanze bevorzugt guten, tiefgründigen Gartenboden und ist als wertvoller Blühstrauch (Blütezeit April–Mai) beliebt. Die beste Pflanzzeit ist Anfang Oktober oder der Monat April. Die Früchte ergeben nach den ersten Herbstfrösten ein gut schmeckendes Gelee. Sie können ebenso vielfältig wie Quitten verwertet werden. Die Früchte der Zierquitten enthalten nur wenig Zucker und viel Pektin, daher können sie als Gelierhilfe eingesetzt werden und wirken gegen Durchfall. Der saure Saft kann als Ersatz für Zitronensaft dienen. Die dornenlose Sorte Cido hat den Beinamen „Nordische Zitrone“.